# Cartas a Nelson Algreen
Cartas a Nelson Algreen - Um Amor Transatlântico, como o título do livro já diz, é formado pelas cartas escritas por Simone de Beauvoir a Nelson Algreen entre 1947 e 1964, tendo sido organizado e traduzido para o francês por sua sobrinha, Sylvie Le Bon de Beauvoir (Simone escreveu as cartas em inglês, pois Algreen era norte-americano e não compreendia a língua francesa). As cartas escritas por Algreen não aparecem porque os responsáveis pelos direitos autorais dele não o permitiram.
As cartas demonstram a intensidade da paixão que a autora de O Segundo Sexo nutria pelo escritor norte-americano Nelson Algreen. Nelas se podem ler também comentários de Simone sobre a criação do livro O Segundo Sexo (na época da correspondência, alguns capítulos do livro foram publicados em um renomado jornal francês da época), e os comentários da filósofa sobre suas viagens (entre elas, uma em visita ao Brasil), entre outros comentários sobre outros assuntos.
Nelson Algreen rompeu relações com a filósofa depois de ser citado no livro A Força das Coisas (terceira parte da trilogia de memórias de Simone de Beauvoir), sem dar maiores explicações de seus motivos.